# Talang Aur
Talang Aur is een bestuurslaag in het regentschap Ogan Ilir van de provincie Zuid-Sumatra, Indonesië. Talang Aur telt 1351 inwoners (volkstelling 2010).